# Premi Nacional de Disseny de Moda
El Premi Nacional de Disseny de Moda és un premi anual, concedit pel Ministeri de Cultura d'Espanya. Es dona en reconeixement d'un creador o un grup susceptible de ser considerat com a creador, per la seva obra feta pública o realitzada l'any anterior tenint en compte "l'originalitat i la qualitat de la seva obra, la seva innovació i la contribució a la vida cultural". També, en casos degudament motivats, com a reconeixement a una trajectòria professional. Es va crear l'any 2009 i està dotat amb 30 000 euros.

## Premiats
- 2009 - Manuel Pertegaz[2]
- 2010 - Paco Rabanne[3]
- 2011 - Elio Berhanyer[4]
- 2012 - Manolo Blahnik[5]
- 2013 - Amaya Arzuaga[6]
- 2014 - Josep Font[7]
- 2015 - Sybilla[8]
- 2016 - David Delfín[9]
- 2017 - Ágatha Ruiz de la Prada[10]